# 1177 هـ
1177 هـ هي سنة في التقويم الهجري امتدت مقابلةً في التقويم الميلادي بين سنتي 1763 و1764.

## مواليد
- أحمد المقاطي العتيبي
- أحمد بن حسن بن رشيد بن مثيني العياش